# Esquirol gegant cuaprim
L'esquirol gegant cuaprim (Protoxerus aubinnii) és una espècie de rosegador de la família dels esciúrids. Viu a Costa d'Ivori, Ghana, Guinea, Libèria i Sierra Leone. S'alimenta de la fruita de les ràfies. El seu hàbitat natural són els boscos tropicals humits de plana. Es desconeix si hi ha cap amenaça significativa per a la supervivència d'aquesta espècie.
Aquest tàxon fou anomenat en honor d'un col·leccionista d'animals anomenat Aubinn.